# Usman
Usman sau Uthman ibn Affan (circa 577 - 17 iulie 656) a fost al treilea calif bine-călăuzit (644- 656) și companionul și ginerele profetului Mahomed. Era un om foarte darnic și a făcut multe acte de caritate, motiv pentru care mai era cunoscut și sub numele de Al-Ghani (cel generos). A întreprins campanii militare în urma cărora a cucerit nordul Tripolitaniei (Libia de azi), Armenia și vestul Khorasanului (Afganistanul de azi). Mormântul său se află în apropiere de Moscheea Profetului din Medina.
Lui i se atribuie supravegherea colecției versetelor Coranului, a ordonat distrugerea oricărui alt text care conține versete ale Coranului după ce Coranul a fost complet colectat (circa 650-653).
Acest lucru a fost făcut pentru a se asigura că doar copia coranică colectată și autentificată pe care a colectat-o Usman va deveni sursa principală pe care trebuie să o urmeze alți musulmani, asigurându-se astfel că versiunea Coranului de către Usman a rămas autentică. Deși Coranul a fost propagat în principal prin transmisie orală, el a fost deja înregistrat în cel puțin trei codici, cel mai important în codexul lui Abdullah ibn Masud din Kufa, și codexul lui Ubayy ibn Ka'b în Siria. La un moment dat între 650 și 655, despre un comitet numit de Usman se crede că a produs o versiune unică în șapte exemplare, iar despre Usman se spune că „a trimis fiecărei provincii musulmane un exemplar din ceea ce au a copiat ei și a comandat orice alte materiale coranice, fie scrise în manuscrise fragmentare sau copii întregi, să fie arse.”

## Familie și viață personală
Tatăl său reprezenta una dintre cele mai bogate și influente persoane din Mecca, familia sa făcând parte din Dinastia Umayyadă. Usman a moștenit averea tatălui său în jurul vârstei de 20 de ani, în momentul morții sale.
Deși era cunoscut pentru frumusețea sa aparte, se știa despre Usman că nu a avut relații pasagere. A urmat apoi convertirea sa la Islam, moment în care a divorțat de soțiile sale, urmând să se căsătorească cu una dintre fiicele profetului Muhammad.
Comunitatea islamică era norocoasă să îl aibă pe Usman, acesta oferind, nu numai sfaturi, ci și suport financiar celor în nevoie. Își petrecea majoritatea timpului postind, rugându-se și citind Coranul.

## Venirea la putere
În timpul califului Umar, statul, instituțiile islamice și jurisprudența islamică s-au extins în mod semnificativ și au început să prindă contur la nivel global. În momentul venirii la putere a lui Usman, acesta a fost nevoit să colecteze taxe, să repare poduri, să stabilească salarii și, în linii mari, să regleze afacerile precente ale califatului. În principiu, a dorit să stabilească statul din punct de vedere financiar. Deși erau prezente alte instituții financiare, califul a reformat întregul sistem. De-a lungul timpului, el a menționat, pe post de calif, faptul că rolul său este să urmărească ce a fost deja expus, spunând, de asemenea, că nu intenționează sub nicio formă să fie un invadator. 

## Reforme
Califul Usman a adus numeroase reforme în statele islamice. În primul rând, a înlocuit guvernatorii ce nu puteau aduce venituri capitalului statului, cu persoane, în general din tribul său, considerându-le apte pentru a sta la conducere. Așadar, guvernatorul Egiptului, la perioada aceea, Amr Ibn al-As, a fost înlocuit, în mod inevitabil, de fratele vitreg al califului, Abd Allah Ibn al Sa’d.
O altă reformă a fost schimbarea interzicerilor musulmanilor de către fostului calif, confiscând terenuri. Usman era un mare susținător al libertății economice, permițând musulmanilor să cumpere terenuri ce se aflau pe teritoriile cucerite. A urmat, mai apoi, stimularea cumpărării de terenuri, oferind împrumuturi musulmanilor.
A contribuit semnificativ la infratructură, având această posibilitate datorită bunei guvernări a statului. A creat și reparat drumuri, a ordonat săparea canalelor, a îmbunătățit sistemele de irigație, a contruit noi porturi și bazare și a creat aproximativ 5000 de noi moschei, făcându-se admirat și respectat de societatea sa.
Pe timpul guvernării sale, numeroase revolte au izbucnit în fostul Imperiu Sasanid, cele mai influente fiind rebeliunile din Azerbaijan, Sistan, Tabaristan și Khorasan, acestea încheindu-se prin diverse metode, precum, plătirea de tributuri, stabilirea autonomiei, chiar și prin masacrul întregii populații, așa cum s-a întâmplat în Tabaristan.
Cu toate acestea, sub conducerea lui Usman, nu au fost expansiuni teritoriale majore, fapt generat de oferirea armatei militare comandanților locali. Usman s-a preocupat mai mult de stabilirea unei marine musulmane. Guvernatorul moscheilor, folosind expertiza locală, a creat o forță navală semnificativă, cu ajutorul căreia au cucerit insulele Cipru, Rodos, Creta, Sicilia.
Acest fapt i-a adus lui Usman, din partea intelectualilor vremii, acuzații potrivit cărora ar fi modificat conținutul cărții sfinte.

## Decaderea lui Usman
De-a lungul guvernării sale, ceilalți membri umayyazi, au devenit, încet, dar sigur, puterea economică și politică a califatului, guvernând marile orașe si centre, cele mai populare teritorii. Dintre toți acești membri, cel ce s-a remarcat cel mai mult în acest proces a fost chiar vărul califului, Muawiya, care, în decurs de 12 ani, și-a extins influența prin intrigă politică, achiziții de teritorii etc, teritoriul său ajungând să se întindă de la râul Eufrat până la Coasta Meditarană a Egiptului. Mai mult decât atât, și-a creat o armată și o marină proprie, loială doar lui. În tot acest timp, califul Usman începuse să primească obiecții și nemulțumiri din partea întregului califat. Pe teritoriul Egiptului, fratele vitreg al lui Usman, aflat la putere, Abd Allah Ibn al Sa’d, nu avea o influență pozitivă asupra cetățenilor, fapt ce a dus la manifestații. O coaliție formată din comercianți, negustori și oameni din orice alt domeniu, scriind o scrisoare către calif, cerând demisia guvernatorului lor. Neprimind vreun raspuns, au trimis către calif o delegație menită să obțina ce-și doreau egiptenii. Nu numai delegația egipteană a fost prezentă la Medina, ci și o delegație din Kufa si Basra. Usman le-a făcut față cetățenilor, la îndemnul lui Ali, promițând că îl va înlocui pe guvernatorul din Egipt.
Totul a luat o întorsătură bruscă în momentul în care, pe drumul înapoi către casă, delegația egipteană a observat un bărbat suspicios ce s-a dovedit a fi un servitor al lui Usman, ce purta cu el o scrisoare de la acesta, îndreptată spre guvernatorul Egiptului. Scrisoarea susținea faptul că, odată ajunsă delegația în Egipt, aceasta urma să fie executată. Simțindu-se trădați, egiptenii au revenit la Medina, înfruntându-l pe calif. Acesta spuse că nu el era autorul scrisorii. Istoricii sunt de părere că acea scrisoare a fost scrisă de vărul califului, Marwan I, un aliat al guvernatorului Muawiya din Damasc.
Cert este că Usman nu putea fi apărat, întrucât armata era păstrată în provincii. Singura protecție pe care o avea erau doar tineri localnici, printre care se aflau și cei doi fii ai lui Ali, Hasan și Husayn. Disputa a început, mulțimea egipteană exclamându-și dorința ca Usman să abdice. Califul a refuzat, întorcându-se în încăperea sa, rugându-se și citind Coranul. Mulțimea nervoasă a doborât ușa califului si, cu țipete și violență, l-au atacat. În acest mod, la vârsta de 80 de ani, califul Usman se stinge din viață. Moartea sa a reprezentat un punct de maximă intensitate în istoria Islamului.

## Succesorul lui Usman
Cetățenii au cerut un nou calif, unul în care puteau avea încredere. Așadar, în acele momente de disperare, singura opțiune era Ali, unii susținând că acesta era singurul succesor legitim al profetului Muhammad. În acest sens, Ali a fost proclamat cel de-al patrulea calif.

## Vezi și
- Islam
- Califat